# Adolf von Jordans
Adolf Petrus Margareta Maria Joseph Hubertus von Jordans (* 29. April 1892 in Lüftelberg; † 23. Mai 1974 in Pörtschach, Kärnten) war ein deutscher Ornithologe (Vogelkundler) und Hochschullehrer. Er leitete lange Jahre das zoologische Museum Koenig in Bonn.

## Leben und Aktivitäten
Adolf von Jordans stammte aus einer rheinischen Familie. Er war das jüngste von fünf Kindern des Rittergutsbesitzers Karl Ferdinand von Jordans (1854–1897) und seiner Ehefrau Paula, geb. Freiin Heereman von Zuydtwyck. Sein Großvater war Karl Theodor von Jordans, der 1842 geadelt wurde. Jordans ältester Bruder war der Privatgelehrte Carl von Jordans (1883–1950). Seine weiteren Geschwister waren die Isabella Ferdinande Friederike Walburga Lazarus Maria Josephine Huberta (* 17. Dezember 1885 in Lüftelberg), Klosterfrau im Orden der Borromäerinnen, der Hubertus Friederikus Josephus Ignatius Maria Norbertus (* 6. Juni 1887 in Lüftelberg), der das Familiengut erbte (208 ha) sowie die Caritasschwester Klara Gisbert Felicitas Maria Josephine Huberta (* 14. Januar 1890 in Lüftelberg).
Im Jahr 1912 lernte er Alexander Koenig kennen, der ihn als Mäzen in den Folgejahren unterstützte. Auf dem Posten des Kustos und stellvertretenden Direktors war er seit 1921 am Aufbau des Bonner ornithologischen Privatmuseums beteiligt.
Seine Dissertation widmete von Jordans 1914 dem Thema Die Vogelfauna Mallorcas mit Berücksichtigung Menorcas und der Pityusen. Sein Vorbild und ornithologischer Lehrer war Otto Kleinschmidt.
Jahrzehntelang galt seine wissenschaftliche Arbeit der Untersuchung der geographischen Variationen. Insbesondere die Vogelwelt des Mittelmeergebietes war Gegenstand seiner Forschungen. Jordans ist Autor von über 40 größeren und kleineren Veröffentlichungen, die zwischen 1913 und 1970 in Fachzeitschriften erschienen.
Nach dem Tod von Alexander Koenig übernahm von Jordans die Verwaltung der Privatsammlungen. Von 1947 bis 1957 war er der Direktor des Museums. Im Jahr 1951 wurde er zum Professor ernannt.
Nach Erreichen der Altersgrenze wohnte er auf dem Familiensitz Burg Morenhoven. Nach einer Operation am Kehlkopf im Jahr 1957 verschlechterte sich seine Gesundheit. Er starb überraschend nach einer Operation am Darm bei einem Erholungsurlaub in Kärnten.

## Familie
Am 1. Oktober 1921 heiratete Jordans in München Maria von Savigny (* 22. August 1898 in München; t 3. September 1974 in Bonn), eine Tochter des Päpstlichen Geheimkämmerers und kgl. preuß. Referendars Clemens von Savigny und der Martha Kannen.
Aus der Ehe gingen die Töchter Isabella Julia Paula Maria Luise Lüftildis Caroline (* 25. August 1922 in Bonn) und Hedwig Paula Carola Maria Sophia Lüftildis (* 15. Mai 1924 in Bonn) und die Söhne Hermann Dietrich Felix Marcellus Agnes Maria (* 16. Januar 1926 in Bonn), Hans Carl Hubertus Klara Maria Nicomedes (* 15. September 1929 in Bonn) und der Gutsbesitzer in Morenhoven, der Land- und Forstwirt Leo Franziskus Maria Columbanus (* 21. November 1932 in Bonn; † 31. Mai 1986 in Morenhoven) hervor. Adolf von Jaordans hat mehrere Enkelkinder.

## Schriften
- mit Günther Niethammer: Eine Vogelausbeute aus Fukien. In: Verhandlungen der Ornithologischen Gesellschaft in Bayern. Band 22, 1, 1940, S. 98–136 (zobodat.at [PDF]).
- mit Friedrich Steinbacher: Beiträge zur Avifauna der Iberischen Halbinsel In: Annalen des Naturhistorischen Museums in Wien. Jahrgang 52, 1941, S. 200–244 (zobodat.at [PDF]).

## Genealogie
- Gothaisches Genealogisches Taschenbuch der Briefadeligen Häuser. 1907. Jg. 1, Justus Perthes, Gotha 1906, S. 358.
- Gothaisches Genealogisches Taschenbuch der Briefadeligen Häuser. 1917. Jg. 16, Justus Perthes, Gotha 1916, S. 423.
- Gothaisches Genealogisches Taschenbuch der Adeligen Häuser. Zugleich Adelsmatrikel der D.A.G. Teil B (Briefadel). 1942. Jg. 34, Justus Perthes, Gotha 1941, S. 245. Siehe u. a. : FamilySearch.
- Hans Friedrich von Ehrenkrook, Carola von Ehrenkrook, Friedrich Wilhelm Euler, Jürgen von Flotow, Walter von Hueck, Johann Georg von Rappard, Hans-Jürgen von Witzendorff, u. a.: Genealogisches Handbuch der Adeligen Häuser. B (Briefadel). 1956. Band II, Band 12 der Gesamtreihe GHdA, Hrsg. Deutsches Adelsarchiv, C. A. Starke, Glücksburg/Ostsee 1956, S. 150–152.
- Walter von Hueck, Erik Amburger, u. a.: Genealogisches Handbuch der Adeligen Häuser. B (Briefadel). 1986. Band XVII, Band 89 der Gesamtreihe GHdA, Hrsg. Deutsches Adelsarchiv, C. A. Starke, Limburg/Lahn 1986, S. 180–182.